# シャングリラ (宝塚歌劇)
『シャングリラ』は宝塚歌劇団の作品。

## 星組 宝塚大劇場公演
形式名は「ミュージカル・ロマンス」。
2部26場。
1964年10月31日から11月30日まで公演があった。

### ストーリー
ヒマラヤで遭難し気を失ったイギリスの地質学者のヒギンズの前に、一人の老人が現れる。老人はヒマラヤの秘境のシャングリラの国王で、ヒギンズはその弟・タルチンだと言うのである。桃源郷に連れていかれたビギンズは、入り口にある凍りついた滝の前で遠き日を追憶する。

### スタッフ
- 作・演出：菊田一夫
- 演出：鴨川清作
- 音楽：入江薫、中井光靖、十時一夫、寺田瀧雄
- 音楽指揮：野村陽児
- 振付：河上五郎、岡正躬
- 装置：渡辺正男
- 衣装：朝間潮太郎
- 照明：黒田利邦、山本重信
- 小道具：生島道正
- 効果：吉田貢、村上茂
- 録音：松永浩志
- 演出補：柴田侑宏
- 演出助手：酒井澄夫、大関弘政
- 振付助手：鈴木武、高木祥次

### 主な配役
- ダワル：神代錦
- ジュリア：淀かほる
- タルチン：那智わたる
- 国王：打吹美砂
- 司祭：天城月江
- 大臣：鳴海潮、高殿ゆかり、立花公子
- 女官長：水代玉藻
- タルチンの友人：千波淳、高城珠里
- マグナ：如月美和子
- ケルチ：安芸ひろみ

## 星組 東京宝塚劇場公演
1964年4月4日から29日まで公演があった。

### 主なスタッフ
- 菊田一夫

### 主な出演
- 春日野八千代
- 神代錦
- 淀かほる
- 美吉左久子